# Nephotettix malayanus
Nephotettix malayanus är en insektsart som beskrevs av Hajime Ishihara och Kawase 1968. Nephotettix malayanus ingår i släktet Nephotettix och familjen dvärgstritar. Inga underarter finns listade i Catalogue of Life.